# Monte-Carlo Rolex Masters 2009
Monte-Carlo Rolex Masters 2009 — тенісний турнір, що проходив на ґрунтових кортах у місті Рокбрюн-Кап-Мартен, Франція з 13 квітня . Належав до категорії ATP World Tour Masters 1000, був турніром серії Мастерс Монте-Карло 2009 року.

## Фінальна частина

### Одиночний розряд
Рафаель Надаль —  Новак Джокович 6–3, 2–6, 6–1

### Парний розряд
Деніел Нестор /  Ненад Зімоньїч —  Боб Браян /  Майк Браян 6–4, 6–1